# Glattfelden
Glattfelden (toponimo tedesco) è un comune svizzero di 5 069 abitanti del Canton Zurigo, nel distretto di Bülach.

## Monumenti e luoghi d'interesse

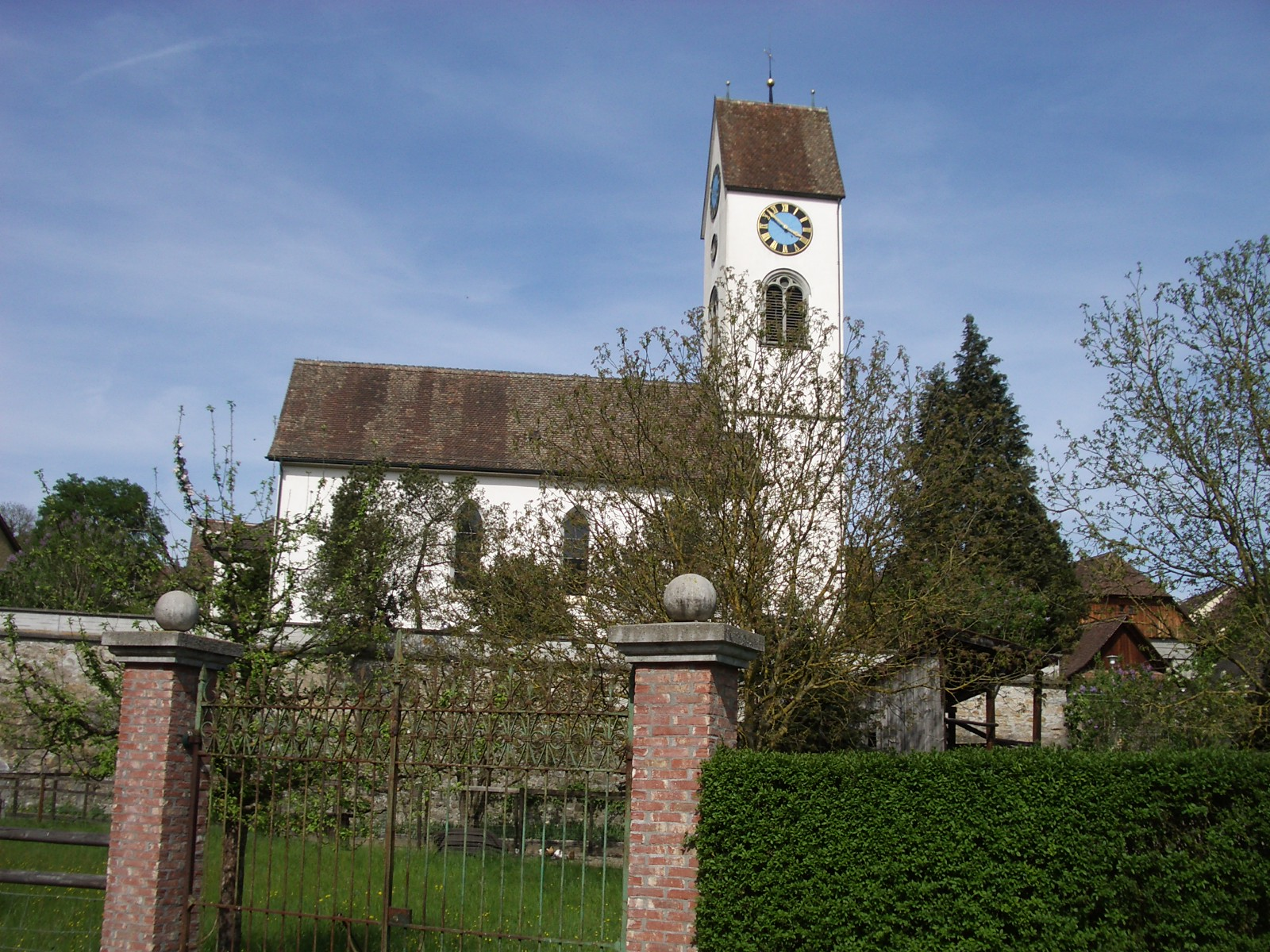
La chiesa riformata

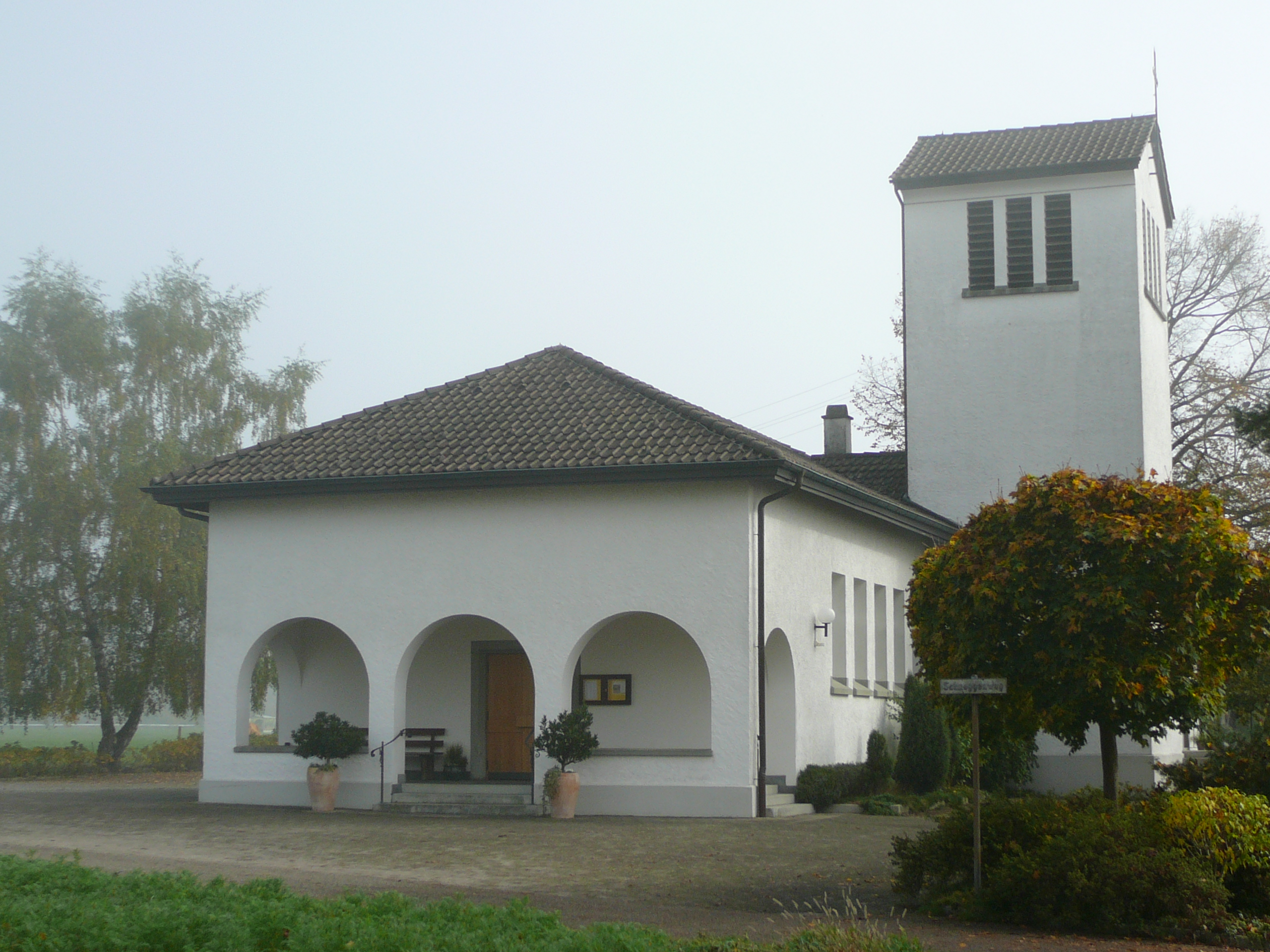
La chiesa cattolica di San Giuseppe

- Chiesa riformata, attestata dal 1275[1];
- Chiesa cattolica di San Giuseppe.

## Società

### Evoluzione demografica
L'evoluzione demografica è riportata nella seguente tabella:
Abitanti censiti

## Infrastrutture e trasporti
Glattfelden è servito dalle stazioni di Glattfelden e di Zweidlen sulla ferrovia Winterthur-Bülach-Koblenz. A Glattfelden ha termine l'autostrada A50.

## Amministrazione
Ogni famiglia originaria del luogo fa parte del cosiddetto comune patriziale e ha la responsabilità della manutenzione di ogni bene ricadente all'interno dei confini del comune.